# Ahmed Reda Tagnaouti
Ahmed Reda Tagnaouti (ur. 5 kwietnia 1996 w Casablance) – marokański piłkarz występujący na pozycji bramkarza w marokańskim klubie Ittihad Tanger oraz w reprezentacji Maroka. 

## Kariera sportowa
Wychowanek Racing Academy Mohamed IV, w swojej karierze grał także w takich zespołach jak RSB oraz Wydad Casablanca.